# Horst von Einsiedel
Horst Karl von Einsiedel (7 juin 1905 à Dresde - 25 février 1947 à Oranienburg-Sachsenhausen) est un juriste et économiste allemand et un résistant au Troisième Reich proche du Cercle de Kreisau.
Membre du Parti social-démocrate d'Allemagne, il échappe à la Gestapo mais est arrêté par les Soviétiques. Il meurt dans l'ex-camp de concentration nazi de Sachsenhausen, reconverti par les Soviétiques.